# Gregòrides
Els Gregòrides foren una noble família armènia descendent de Sant Gregori l'Il·luminador (vers 257-330), d'origen arsàcida (Suren-Pahlav). Els seus membres van exercir com a patriarques d'Armènia des de la primera meitat del segle IV fins a la mort del darrer membre mascle de la família, sant Isaac I Souren Pahlav, vers el 439. El seu origen fou el noble part Anak Suren Pahlav, proper de la dinastia arsàcida, de la casa de Suren, una de les set cases nobles dels parts.
Al establir el cristianisme els dominis religiosos pagans del regne foren concedits a la família dels Gregòrides: el temple-estat de Vahagn a Ashtishat, al Taron occidental (fins aleshores dels Vahevuní, que eren grans sacerdots hereditaris), el temple-estat d'Anaitis a Erez, a l'Acilisene, el principat de Bagrauandene (Bagravand) i altres dominis menors, que van formar un principat.
A la mort d'Isaac la seva filla Sahakanoysh Souren Pahlav, va aportar els dominis gregòrides al seu fill Vardanes II Mamiconi, nascut de l'enllaç amb el marit Hamazaspes I Mamiconi (+432). Aquests dominis consistien principalment en la meitat del Taron, centrada a la ciutat d'Ashtishat, el Bagravand o Bagrauandene i l'Ekeleac o Acilisene. El patriarcat va deixar de ser un càrrec hereditari.

## Genealogia
- Anak Suren-Pahlav († vers 252) ∞ Okohe 
  - Sant Gregori l'Il·luminador, Catholicos d'Armènia (314 - 327), Sant († vers 330), Príncep de diversos dominis: Acilisene (Hachdeanq/Ekeleac) Taron-Ashtishat o Taron occidental i Bagravandene o Bagrevand ∞ Mariam, filla d'un David
    - Sant Aristeses I., Catholicos d'Armènia, Príncep dels dominis gregòrides (320 - 327), sant
    - Sant Vartanes I, Catholicos d'Armènia (327 - 342), príncep dels dominis gregòrides, sant
      - Sant Grigoris (vers 302 † 343) Catholicos d'Albània (Aghuània/Aghuanq) i Ibèria (del Caucas) (vers 327-343) Sant, casat, els fills van morir joves
      - Husik I (Hesychus), Catholicos d'Armènia (342-348), Príncep de dominis índies Gregori, ∞ una princesa d'Armènia de la dinastia Arsàcids, filla de Tiridates III el Gran" o "el Sant", el primer rei cristià de la Armènia Major, i de Ashken, una princesa dels Ossèts
        - Pap, diaca, general, príncep dels dominis gregòrides, † 348/53 ∞ Varazdukt, princesa d'Armènia, filla de Khosraw III el Petit, rei de l'Armènia Major (330 - 339) i casat en segones noces amb d'una dona noble del Taron
          - Vrik, príncep de la casa dels Gregòrides (la mare era la princesa del Taron)

        - Atanakines (. * C 315 348/353 †), Diaca, general, Príncep dels dominis gregòrides ∞ Bambi, princesa d'Armènia de la Casa dels Arsàcides (nascuda vers 315), filla de Khosraw III el Petit", rei de l'Armènia Major (330 - 339)
          - Sant Narses I el Gran, Catholicos d'Armènia (353 - 373), príncep dels dominis gregòrides ∞ Sandukt Mamiconi, filla de Vardanes I Mamiconi, príncep de la casa dels Mamiconis vers 350 - 365
            - Sant Isaac el Gran (Sahak Parthev), Catholicos d'Armènia (387-428), Príncep dels dominis gregòrides ∞ esposa desconeguda
              - Sahakanoysch (nascuda vers 385), princesa de la casa dels Gregòrides i hereva dels dominis ∞ Hamazaspes I Mamiconi, "sparapet" (comandant en cap) de les forces armades d'Armènia) 418 - 432 (nascut 387).